# City Pier A
Pier A Harbor House (communément appelé City Pier A) est une jetée municipale sur le fleuve Hudson à Battery Park près de l'extrémité sud de Manhattan à New York. Bien qu'elle n'ait joué aucun rôle comme point de débarquement majeur, elle a également été surnommée ces dernières années « Liberty Gateway ». La jetée A est la dernière jetée historique existante de la ville.
La jetée a été ajoutée au registre national des lieux historiques en 1975 et a été désignée monument de New York en 1977.

## Histoire
Pier A a été construit de 1884 à 1886 pour servir de siège au New York City Board of Dock Commissioners (plus tard connu sous le nom de Department of Docks); il a également servi de résidence à la police du port. L'ingénieur chargé de la construction et de la conception était George Sears Greene Jr. (1837-1922), qui avait été ingénieur en chef du New York City Board of Docks de juillet 1875 à 1898 . Il était le fils de l'ingénieur civil et général de l'Union George S. Greene (1801-1899) ,. Le toit du bâtiment, en étain, a été peint en vert pour ressembler à la couleur du cuivre oxydé. Lors d'une rénovation menée par la Battery Park City Authority, ce toit a été remplacé par du cuivre.
La jetée a été agrandie en 1900 et à nouveau en 1919 avec une horloge installée dans la tour de la jetée en mémoire des 116000 militaires américains décédés pendant la Première Guerre mondiale . L'horloge est une horloge de navire et a été donnée par Daniel G. Reid, fondateur de United States Steel Corporation . L'horloge a été dévoilée à midi le 25 janvier 1919 par le contre-amiral Josiah S. McKean, avec des discours prononcés par le maire John Francis Hylan et le commissaire des quais George Murray Hulbert. Il s'agirait du premier monument commémoratif de la Première Guerre mondiale érigé aux États-Unis .
Le service d'incendie de la ville de New York a utilisé la jetée de 1960 à 1992 comme station de bateaux-pompes . En 1991, l'American Merchant Mariners Memorial a été installé sur un brise-lames en pierre reconstruit juste au sud de Pier A, relié à un quai. Conçu par le sculpteur Marisol Escobar, le mémorial représente quatre marins marchands avec leur navire en perdition après avoir été attaqué par un sous-marin pendant la Seconde Guerre mondiale. L'un des marins est dans l'eau et est couvert par la mer à chaque marée haute .
À partir de 1992, la jetée était vacante et tombait en ruine. Plusieurs propositions de réaménagement ont échoué; par exemple, en 2007, Daniel L. Doctoroff, maire adjoint pour le développement économique, a proposé d'utiliser le bâtiment de la jetée pour le terminal de ferry vers la statue de la Liberté et Ellis Island et d'autres destinations portuaires .

Une restauration de la jetée a commencé en 2009. Le restaurant et bar de Pier A, Pier A Harbor House, a ouvert ses portes au public en novembre 2014 ,. 

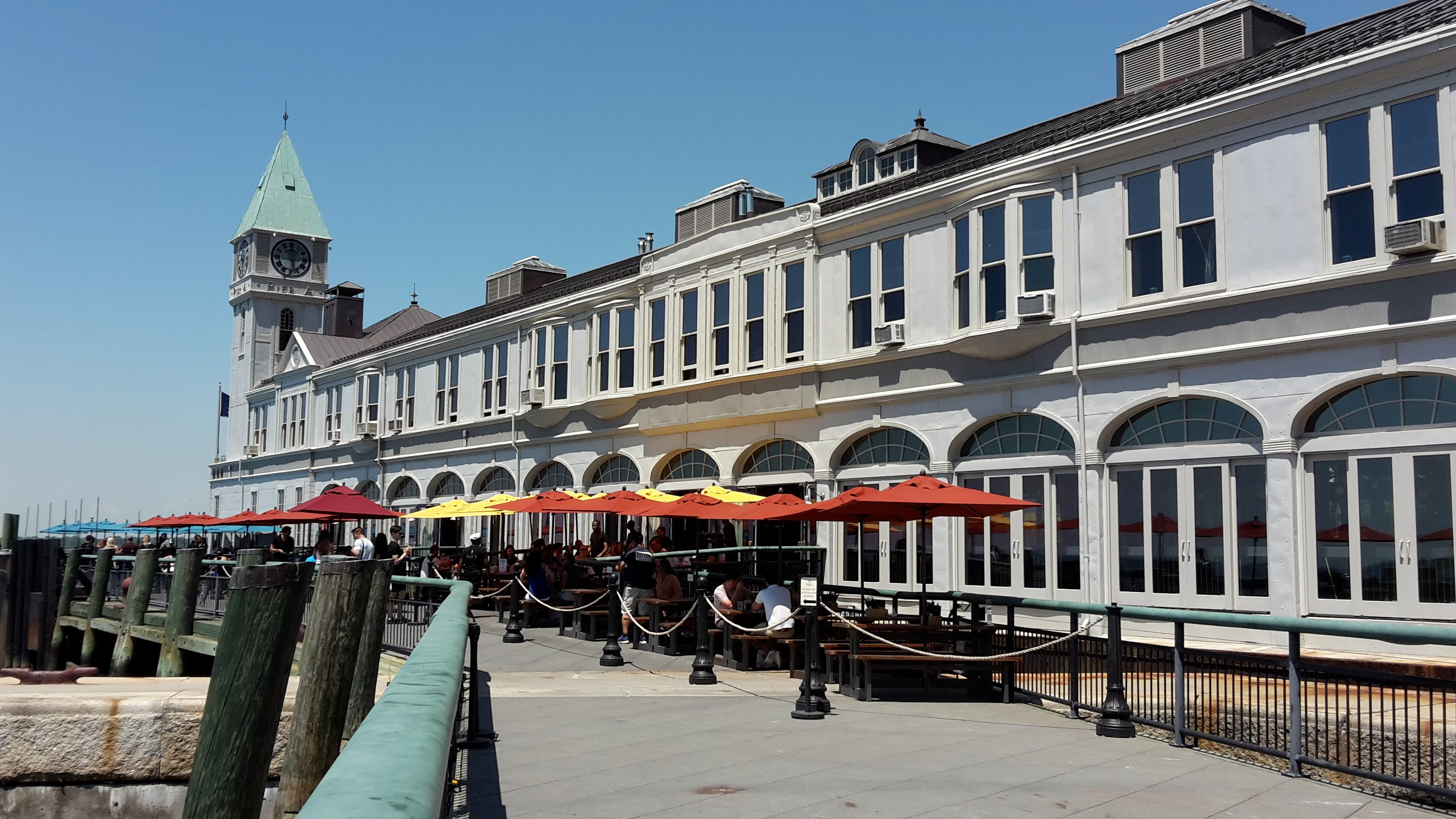

## Dans la culture populaire
La jetée a été brièvement présentée dans le thriller de 1965 Mirage avec Gregory Peck et Diane Baker.